# Соняшник (українознавча гра)
Соняшник — всеукраїнська українознавча гра, участь у якій беруть учні загальноосвітніх шкіл без виїзду з свого регіону. Гра з української мови, літератури, українознавства проводиться щорічно відповідно до наказу Міністерства освіти і науки, молоді та спорту України від 12 жовтня 2012.
Гра відбувається у один тур безпосередньо за місцем навчання бажаючих взяти у ній участь учнів за присланими організаторами комплектами завдань, що діляться на три рівні складності. Переможці визначаються на основі суми набраних балів. Переможці гри отримують призи, усі учасники дипломи, сертифікати. Гра повинна викликати зацікавлення до української мови, літератури, українознавства; сприяти підвищенню кваліфікації вчителів з даних предметів, активізації позакласної і позашкільної роботи.
Одночасно з грою проводиться Всеукраїнський конкурс фахової майстерності вчителів-україністів «Соняшник-учитель», Міжнародна гра зі світової (української та зарубіжної) літератур «Sunflower» та Міжнародна природознавча гра «Геліантус».